# Lukare
Pour l’article homonyme, voir Lukare (Pristina).
Lukare (en serbe cyrillique : Лукаре) est un village de Serbie situé sur le territoire de la Ville de Novi Pazar, district de Raška. Au recensement de 2011, il comptait 389 habitants.
Lukare est également connu sous le nom de Veliko Lukare.

## Démographie
| 1948 | 1953 | 1961 | 1971 | 1981 | 1991 | 2002 | 2011 |
| ---- | ---- | ---- | ---- | ---- | ---- | ---- | ---- |
| 850  | 940  | 968  | 838  | 782  | 745  | 489  | 389  |

|  |